# Kingdom: Legendary War
Kingdom: Legendary War (кор. 킹덤: 레전더리 워, укр. «Королівство: Легендарна Війна») — телевізійне шоу, яке транслювалося на Mnet, починаючи з 1 квітня 2021 року, закінчуючи прямим ефіром 3 червня, 2021. Це чоловічий аналог телепрограми Queendom та продовження шоу Road of Kingdom. У фінальному етапі, Королівство: Легендарна війна, 3 червня 2021 року Stray Kids здобули першість, посівши перше місце.

## Огляд
Ідея шоу полягає у суперництві між кількома південнокорейськими бой-бендами (BtoB, iKON, SF9, The Boyz, Stray Kids, Ateez) за першість у фіналі. Усього у програмі чотири раунди, а останній транслювався у прямому ефірі.
Переможець шоу, у якості призу, отримає реаліті-шоу та спеціальне шоу Тиждень Королівства від телеканалу Mnet.

## Просування та трансляція
Попереднє шоу під назвою Road to Kingdom виходило в ефір з 30 квітня по 18 червня 2020 року. The Boyz тоді посіли перше місце, тим самим забезпечивши собі місце в Королівстві. 6 грудня, на 2020 Mnet Asian Music Awards, було оголошено, що Stray Kids та Ateez приєднаються до The Boyz у битві за першість в Королівстві.
22 січня 2021 року Mnet підтвердили, що ведучими шоу стане TVXQ. Через шість днів вони також підтвердили, що до трійки раніше представлених учасників приєднаються iKON, SF9 та BtoB.
Перший трейлер був опублікований 17 лютого 2021 року, після чого стало відомо, що на YouTube каналі Mnet буде пряма трансляція 100-секундних виступів гуртів, які вийдуть в ефір 23 лютого 2021.
16 березня 2021 Mnet випустили плакати з гуртами та оголосили про спеціальні виступи, участь у яких брали по одному учаснику від кожного гурту та які транслювалися під час епізоду M Countdown 18 березня.
Шоу транслювалося одночасно в ефірі Mnet Japan, AbemaTV в Японії та tvN Asia через день після показу на внутрішньому мовленні.
Останній епізод транслювався в прямому ефірі на YouTube каналі Mnet.

## Ведучі та учасники
Ведучі
- Чанмін (TVXQ)
- Юнхо (TVXQ)[b][11]

Гурти
| - BtoB - iKON - SF9 | - The Boyz - Stray Kids - Ateez |

## Правила
Перший, другий раунд та другий тур третього раунду має фіксовану кількість балів та чотири категорії оцінювання:
1. Самооцінка: оцінювання виступів самими учасниками (25 %)
2. Оцінка експертів (25 %)
3. Голосування фанатів: голосувати можуть не тільки фанати із Південної Кореї, а і фанати з інших країн (40 %)
4. Кількість переглядів виступу на світових платформах (10 %)

Перший тур третього раунду оцінюється 33 запрошеними експертами, серед яких відомі діячі корейської індустрії шоу-бізнесу: Шиндон та Донхай із гурту Super Junior; продюсер і генеральний директор BNM, Rhyme; айдол-хітмейкер Shinsadong Tiger (укр. «Шинсадонгський тигр»); музичний критик Кім Йон Де; продюсерська команда MonoTree; хореограф Лія Кім. Також виступ оцінювали учасники молодших гуртів BDC, Weeekly, Tri.be та Mirae.
У фінальному раунді, при підрахунку балів, буде враховуватися вибір глядачів:
1. Оцінка музичних чартів (40 %)
2. Глобальне голосування (60 %)

### Представлення команд— 100-секундний виступ
Бали: 1,000 (отримує тільки команда, яка посіла перше місце у глобальному голосуванні)
Шість гуртів виконають одну зі своїх хітових композицій, яка посіла перше місце на одному із музичних шоу. Тривалість виступу — 100 секунд, виступ має як найкраще репрезентувати гурт перед іншими учасниками та публікою.
- Порядок гуртів визначався наступним чином: гурт, за який решта команд проголосувала, як за «потенційного переможця», обрав виступати останнім, і також вони обирали хто буде першим. Після виступу гурт, що виступав першим, обирав наступну команду і т. д. до завершального виступу «потенційного переможця».
- Виступи транслювалися у прямому ефірі на YouTube каналі Mnet 23 лютого 2021 року. Голосування розпочалося після прямого ефіру та проходило через додаток Whosfan (з 20:15 (KST) і закінчилося 27 лютого 2021 о 23:59 (KST), глядачі можуть проголосувати за три виступи.
- Переможець отримає 1,000 балів та можливість обирати порядок виступів у наступному раунді для всіх команд.

### Раунд 1— До світу
Бали: 20,000 (діляться між усіма учасниками відповідно до критеріїв оцінювання раунду)
Кожна з команд має виступити з композицією, яку вони хочуть виконати перед фанатами або з повідомленням, яке хочуть донести до слухачів з усього світу. Згідно з рейтингом, гурти, які посядуть два перші місця матимуть можливість обрати гурти з якими вони хочуть обмінятися композиціями для наступного раунду.
- Голосування за раунд розпочалося через додаток Whosfan 15 квітня об 22:00 (KST) і закінчилося 18 квітня 2021 о 23:59 (KST), глядачі можуть обрати три виступи.
- Експертами виступають 30 професійних суддів (представники південнокорейської індустрії шоу-бізнесу), кожен суддя обирає три виступи.
- Для самооцінки кожен гурт може обрати три інші команди, за виключенням своєї.

### Раунд 2— Переродження
Бали: 20,000 (діляться між усіма учасниками відповідно до критеріїв оцінювання раунду)
Команди виконають композиції один одного, змінивши при цьому їхнє звучання. Переродження композиції у виконанні іншого гурту. Гурт, що займе перше місце матиме можливість обрати ще два гурти для формування команди у наступному раунді.
- Голосування за раунд розпочалося через додаток Whosfan 29 квітня об 22:00 (KST) і закінчилося 2 травня 2021 о 23:59 (KST), глядачі можуть обрати три виступи.
- Перегляди будуть зараховуватись лише протягом перших трьох днів після того, як повні версії виступів будуть опубліковані на офіційному YouTube каналі Mnet.

### Раунд 3— Без обмежень
Бали: 40,000 (15,000 у першому турі, по 5,000 за кожне із протистоянь; 25,000 за другий тур, бали діляться між усіма гуртами)
«Без обмежень» означає відсутність будь-яких обмежень. Відмінність третього раунду полягає у тому, що він пройде у два тури.
Перший тур. Формування двох команд, по три гурти у кожній. У цьому турі новоствореним командам доведеться підготувати три виступи: реп виступ, танцювальний перформанс та вокальний номер. Учасники кожного гурту мають бути залучені у всіх трьох виступах. Формат: протистояння; команда, що набере більшу кількість голосів від запрошених експертів отримає 5,000 балів.
Другий тур. Виступ у своїх гуртах. Тут кожен гурт може залучити все та всіх кого бажає. Бали будуть поділені між гуртами, як у перших двох раундах. Але на відмінну від попередніх раундів для голосування можна буде обрати тільки два гурти у голосуванні (у першому та другому обирали три гурти).
- Голосування за другий тур третього раунду розпочалося у додатку Whosfan 27 травня об 22:00 (KST) і закінчилося 20 травня 2021 о 23:59 (KST), глядачі можуть обрати два виступи.
- Перегляди будуть зараховуватись лише протягом перших трьох днів після того, як повні версії виступів будуть опубліковані на офіційному YouTube каналі Mnet.

### Фінальний раунд— Хто стане королем
Бали: 50,000 (діляться між усіма учасниками відповідно до критеріїв оцінювання раунду)
Кожен із шести гуртів виконає нову композицію під час прямої трансляції. Нові пісні будуть опубліковані на цифрових платформах 28 травня 2021 року об 12:00 (KST).
- Голосування у фінальному раунді розпочалося після демонстрації виступів усіх гуртів, глядачі Південної Кореї голосували за допомогою текстових повідомлень, закордоні глядачі через додаток Whosfan.
- Оцінка у музичних чартах для Південної Кореї — Gaon Music Chart, для світу — Apple Music з моменту виходу 1 червня 2021 року.

## Раунди
| Представлення команд — 100-секундний виступ (Епізод 1) | Представлення команд — 100-секундний виступ (Епізод 1) | Представлення команд — 100-секундний виступ (Епізод 1) | Представлення команд — 100-секундний виступ (Епізод 1) | Представлення команд — 100-секундний виступ (Епізод 1) | Представлення команд — 100-секундний виступ (Епізод 1) | Представлення команд — 100-секундний виступ (Епізод 1) |
| № з/п                                                  | Гурт                                                   | Назва перформансу                                      | Глобальне голосування                                  | Рейтинг                                                | Бали                                                   | Примітки |
| ------------------------------------------------------ | ------------------------------------------------------ | ------------------------------------------------------ | ------------------------------------------------------ | ------------------------------------------------------ | ------------------------------------------------------ | --- |
| 1                                                      | Ateez                                                  | Wave: Overture                                         | 504,215                                                | 5                                                      | 0.000                                                  | Виступи транслювалися у прямому ефірі 23 лютого 2021 року на YouTube каналі Mnet. Період голосування тривав з 23 по 27 лютого. Результати для гуртів, що зайняли 3, 4 та 5 місця були оголошені під час першого епізоду, 1 квітня 2021 року. Результати гуртів, що зайняли 1, 2 та 6 місця стали відомі у другому епізоді, 8 квітня 2021 року. |
| 2                                                      | BtoB                                                   | Beautiful Pain (Choir ver.)                            | 540,621                                                | 3                                                      | 0.000                                                  | Виступи транслювалися у прямому ефірі 23 лютого 2021 року на YouTube каналі Mnet. Період голосування тривав з 23 по 27 лютого. Результати для гуртів, що зайняли 3, 4 та 5 місця були оголошені під час першого епізоду, 1 квітня 2021 року. Результати гуртів, що зайняли 1, 2 та 6 місця стали відомі у другому епізоді, 8 квітня 2021 року. |
| 3                                                      | SF9                                                    | Good Guy (The Glory)                                   | 533,458                                                | 4                                                      | 0.000                                                  | Виступи транслювалися у прямому ефірі 23 лютого 2021 року на YouTube каналі Mnet. Період голосування тривав з 23 по 27 лютого. Результати для гуртів, що зайняли 3, 4 та 5 місця були оголошені під час першого епізоду, 1 квітня 2021 року. Результати гуртів, що зайняли 1, 2 та 6 місця стали відомі у другому епізоді, 8 квітня 2021 року. |
| 4                                                      | Stray Kids                                             | Miroh                                                  | 690,971                                                | 1                                                      | 1,000.000                                              | Виступи транслювалися у прямому ефірі 23 лютого 2021 року на YouTube каналі Mnet. Період голосування тривав з 23 по 27 лютого. Результати для гуртів, що зайняли 3, 4 та 5 місця були оголошені під час першого епізоду, 1 квітня 2021 року. Результати гуртів, що зайняли 1, 2 та 6 місця стали відомі у другому епізоді, 8 квітня 2021 року. |
| 5                                                      | The Boyz                                               | The Stealer (Epic ver.)                                | 573,026                                                | 2                                                      | 0.000                                                  | Виступи транслювалися у прямому ефірі 23 лютого 2021 року на YouTube каналі Mnet. Період голосування тривав з 23 по 27 лютого. Результати для гуртів, що зайняли 3, 4 та 5 місця були оголошені під час першого епізоду, 1 квітня 2021 року. Результати гуртів, що зайняли 1, 2 та 6 місця стали відомі у другому епізоді, 8 квітня 2021 року. |
| 6                                                      | iKon                                                   | Rhythm Ta (Kingdom ver.)                               | 489,971                                                | 6                                                      | 0.000                                                  | Виступи транслювалися у прямому ефірі 23 лютого 2021 року на YouTube каналі Mnet. Період голосування тривав з 23 по 27 лютого. Результати для гуртів, що зайняли 3, 4 та 5 місця були оголошені під час першого епізоду, 1 квітня 2021 року. Результати гуртів, що зайняли 1, 2 та 6 місця стали відомі у другому епізоді, 8 квітня 2021 року. |

| Раунд 1 — До світу (Епізоди 2 та 3) | Раунд 1 — До світу (Епізоди 2 та 3) | Раунд 1 — До світу (Епізоди 2 та 3)       | Раунд 1 — До світу (Епізоди 2 та 3) | Раунд 1 — До світу (Епізоди 2 та 3) | Раунд 1 — До світу (Епізоди 2 та 3) | Раунд 1 — До світу (Епізоди 2 та 3) | Раунд 1 — До світу (Епізоди 2 та 3) | Раунд 1 — До світу (Епізоди 2 та 3) | Раунд 1 — До світу (Епізоди 2 та 3) | Раунд 1 — До світу (Епізоди 2 та 3) | Раунд 1 — До світу (Епізоди 2 та 3) | Раунд 1 — До світу (Епізоди 2 та 3) |
| № з/п                               | Гурт                                | Назва перформансу                         | Оцінка експертів                    | Оцінка експертів                    | Самооцінка                          | Самооцінка                          | Перегляди у YouTube                 | Перегляди у YouTube                 | Глобальне голосування               | Глобальне голосування               | Загальна к-сть балів                | Загальна к-сть балів                |
| ----------------------------------- | ----------------------------------- | ----------------------------------------- | ----------------------------------- | ----------------------------------- | ----------------------------------- | ----------------------------------- | ----------------------------------- | ----------------------------------- | ----------------------------------- | ----------------------------------- | ----------------------------------- | ----------------------------------- |
| 1                                   | The Boyz                            | No Air (A Song of Ice and Fire)           | 3                                   | 1,000.000                           | 4                                   | 833.333                             | 5                                   | Не було оголошено                   | 6                                   | Не було оголошено                   | 3                                   | 3,142.066                           |
| 2                                   | iKon                                | Love Scenario & Killing Me (Kingdom ver.) | 5                                   | 333.333                             | 5                                   | 555.556                             | 2                                   | Не було оголошено                   | 3                                   | Не було оголошено                   | 5                                   | 2,747.719                           |
| 3                                   | BtoB                                | Missing You (Theatre ver.)                | 5                                   | 333.333                             | 2                                   | 1,111.111                           | 4                                   | Не було оголошено                   | 4                                   | Не було оголошено                   | 4                                   | 2,969.431                           |
| 4                                   | Stray Kids                          | Jasin (Oneself 'Ja', Ghost 'Sin')         | 2                                   | 1,333.333                           | 2                                   | 1,111.111                           | 1                                   | Не було оголошено                   | 1                                   | Не було оголошено                   | 1                                   | 4,679.776                           |
| 5                                   | Ateez                               | Symphony No.9 (From the Wonderland)       | 1                                   | 1,555.556                           | 1                                   | 1,388.889                           | 3                                   | Не було оголошено                   | 5                                   | Не було оголошено                   | 2                                   | 4,418.537                           |
| 6                                   | SF9                                 | Jealous                                   | 4                                   | 444.444                             | 6                                   | 0.000                               | 6                                   | Не було оголошено                   | 2                                   | Не було оголошено                   | 6                                   | 2,042.471                           |

| Раунд 2 — Переродження (Епізоди 4 та 5) | Раунд 2 — Переродження (Епізоди 4 та 5) | Раунд 2 — Переродження (Епізоди 4 та 5)   | Раунд 2 — Переродження (Епізоди 4 та 5) | Раунд 2 — Переродження (Епізоди 4 та 5) | Раунд 2 — Переродження (Епізоди 4 та 5) | Раунд 2 — Переродження (Епізоди 4 та 5) | Раунд 2 — Переродження (Епізоди 4 та 5) | Раунд 2 — Переродження (Епізоди 4 та 5) | Раунд 2 — Переродження (Епізоди 4 та 5) | Раунд 2 — Переродження (Епізоди 4 та 5) | Раунд 2 — Переродження (Епізоди 4 та 5) | Раунд 2 — Переродження (Епізоди 4 та 5) | Раунд 2 — Переродження (Епізоди 4 та 5) |
| № з/п                                   | Гурт                                    | Назва перформансу                         | Оригінальний виконавець                 | Оцінка експертів                        | Оцінка експертів                        | Самооцінка                              | Самооцінка                              | Перегляди у YouTube                     | Перегляди у YouTube                     | Глобальне голосування                   | Глобальне голосування                   | Загальна к-сть балів                    | Загальна к-сть балів                    |
| --------------------------------------- | --------------------------------------- | ----------------------------------------- | --------------------------------------- | --------------------------------------- | --------------------------------------- | --------------------------------------- | --------------------------------------- | --------------------------------------- | --------------------------------------- | --------------------------------------- | --------------------------------------- | --------------------------------------- | --------------------------------------- |
| 1                                       | SF9                                     | The Stealer (The Scene)                   | The Boyz                                | 4                                       | 747.126                                 | 1                                       | 1,388.889                               | 6                                       | 144.425                                 | 5                                       | 1,213.682                               | 3                                       | 3,494.122                               |
| 2                                       | The Boyz                                | O Sole Mio (The Red Wedding)              | SF9                                     | 2                                       | 919.540                                 | 6                                       | 0.000                                   | 4                                       | 291.483                                 | 2                                       | 1,323.199                               | 6                                       | 2,534.222                               |
| 3                                       | iKon                                    | Inception (iKon ver.)                     | Ateez                                   | 3                                       | 862.069                                 | 3                                       | 833.333                                 | 2                                       | 403.639                                 | 4                                       | 1,280.600                               | 5                                       | 3,379.641                               |
| 4                                       | Ateez                                   | Rhythm Ta (The Awakening of Summer)       | IKon                                    | 1                                       | 1,321.839                               | 3                                       | 833.333                                 | 3                                       | 305.001                                 | 6                                       | 1,146.890                               | 1                                       | 3,607.063                               |
| 5                                       | BtoB                                    | Back Door                                 | Stray Kids                              | 5                                       | 632.184                                 | 1                                       | 1,388.889                               | 5                                       | 284.497                                 | 3                                       | 1,293.133                               | 2                                       | 3,598.703                               |
| 6                                       | Stray Kids                              | Pray (I'll Be Your Man) (Stray Kids ver.) | BtoB                                    | 6                                       | 517.241                                 | 5                                       | 555.556                                 | 1                                       | 570.954                                 | 1                                       | 1,742.497                               | 4                                       | 3,386.248                               |

| Раунд 3 — Без обмежень. Перший тур (Епізоди 7 та 8) | Раунд 3 — Без обмежень. Перший тур (Епізоди 7 та 8) | Раунд 3 — Без обмежень. Перший тур (Епізоди 7 та 8)                                     | Раунд 3 — Без обмежень. Перший тур (Епізоди 7 та 8) | Раунд 3 — Без обмежень. Перший тур (Епізоди 7 та 8) | Раунд 3 — Без обмежень. Перший тур (Епізоди 7 та 8) | Раунд 3 — Без обмежень. Перший тур (Епізоди 7 та 8) |
| № з/п                                               | Команда                                             | Учасники                                                                                | Назва перформансу                                   | Голоси суддів                                       | Загальна к-сть балів                                | Рейтинг                                             |
| Реп виступ                                          | Реп виступ                                          | Реп виступ                                                                              | Реп виступ                                          | Реп виступ                                          | Реп виступ                                          | Реп виступ                                          |
| --------------------------------------------------- | --------------------------------------------------- | --------------------------------------------------------------------------------------- | --------------------------------------------------- | --------------------------------------------------- | --------------------------------------------------- | --------------------------------------------------- |
| 1                                                   | It's One                                            | Боббі (iKon) Хвійон (SF9)Сону (The Boyz)                                                | Full DaSH                                           | 10                                                  | 0.000                                               | 2                                                   |
| 2                                                   | Mayfly                                              | Мінхьок (BtoB) Бан Чан, Чанбін, Хан (Stray Kids) Хонджун (Ateez)                        | Paint                                               | 23                                                  | 5,000                                               | 1                                                   |
| Танцювальний перформанс                             |                                                     |                                                                                         |                                                     |                                                     |                                                     |                                                     |
| 3                                                   | It's One                                            | Донхьок (iKon) Теян (SF9) Джуйон (The Boyz)                                             | King and Queen                                      | 11                                                  | 0.000                                               | 2                                                   |
| 4                                                   | Mayfly                                              | Пиніель (BtoB) Лі Ноу, Фелікс, Ай'Ен (Stray Kids)Уйон, Сан, Юнхо, Йосан, Сонхва (Ateez) | Wolf                                                | 22                                                  | 5,000                                               | 1                                                   |
| Вокальний номер                                     |                                                     |                                                                                         |                                                     |                                                     |                                                     |                                                     |
| 5                                                   | It's One                                            | Чжуне, Чжинхван (iKon) Інсон, Чеюн (SF9) Саньон, Ню (The Boyz)                          | Spark                                               | 0                                                   | 0.000                                               | 2                                                   |
| 6                                                   | MAYFLY                                              | Інкван (BtoB) Синмін (Stray Kids) Чонхо (Ateez)                                         | Love Poem                                           | 33                                                  | 5,000                                               | 1                                                   |

| Раунд 3 — Без обмежень. Другий тур (Епізоди 8 та 9) | Раунд 3 — Без обмежень. Другий тур (Епізоди 8 та 9) | Раунд 3 — Без обмежень. Другий тур (Епізоди 8 та 9) | Раунд 3 — Без обмежень. Другий тур (Епізоди 8 та 9) | Раунд 3 — Без обмежень. Другий тур (Епізоди 8 та 9) | Раунд 3 — Без обмежень. Другий тур (Епізоди 8 та 9) | Раунд 3 — Без обмежень. Другий тур (Епізоди 8 та 9) | Раунд 3 — Без обмежень. Другий тур (Епізоди 8 та 9) | Раунд 3 — Без обмежень. Другий тур (Епізоди 8 та 9) | Раунд 3 — Без обмежень. Другий тур (Епізоди 8 та 9) | Раунд 3 — Без обмежень. Другий тур (Епізоди 8 та 9) | Раунд 3 — Без обмежень. Другий тур (Епізоди 8 та 9) | Раунд 3 — Без обмежень. Другий тур (Епізоди 8 та 9) | Раунд 3 — Без обмежень. Другий тур (Епізоди 8 та 9) |
| № з/п                                               | Гурт                                                | Композиція                                          | Оцінка експертів                                    | Оцінка експертів                                    | Самооцінка                                          | Самооцінка                                          | Перегляди у YouTube (Est.)                          | Перегляди у YouTube (Est.)                          | Глобальне голосування (Est.)                        | Глобальне голосування (Est.)                        | Загальна к-сть балів                                | Загальна к-сть балів                                | Примітки                                            |
| --------------------------------------------------- | --------------------------------------------------- | --------------------------------------------------- | --------------------------------------------------- | --------------------------------------------------- | --------------------------------------------------- | --------------------------------------------------- | --------------------------------------------------- | --------------------------------------------------- | --------------------------------------------------- | --------------------------------------------------- | --------------------------------------------------- | --------------------------------------------------- | --------------------------------------------------- |
| 1                                                   | iKon                                                | «Classy Savage»                                     | 5                                                   | 462.963                                             | 3                                                   | 1041.667                                            | 2                                                   | 946.292                                             | 2                                                   | 1,627.792                                           | 3                                                   | 4,078.717                                           | За участі Ліси із Blackpink                         |
| 2                                                   | Stray Kids                                          | «God's Ddu-Du Ddu-Du»                               | 1                                                   | 2083.333                                            | 3                                                   | 1041.667                                            | 1                                                   | 1,020.614                                           | 1                                                   | 2,853.615                                           | 1                                                   | 6,999.229                                           | —                                                   |
| 3                                                   | BtoB                                                | «Blue Moon (Cinema Ver)»                            | 4                                                   | 578.704                                             | 1                                                   | 1562.500                                            | 5                                                   | 115.286                                             | 6                                                   | 1,057.817                                           | 5                                                   | 3,314.303                                           | Спеціальна гостя: Мійон із (G)I-DLE                 |
| 4                                                   | Ateez                                               | «Answer: Ode To Joy»                                | 5                                                   | 462.963                                             | 6                                                   | 0.000                                               | 3                                                   | 187.738                                             | 4                                                   | 1,520.762                                           | 6                                                   | 2,171.463                                           | За участі La Poem                                   |
| 5                                                   | SF9                                                 | «Move»                                              | 2                                                   | 1851.852                                            | 1                                                   | 1562.500                                            | 6                                                   | 84.995                                              | 3                                                   | 1,555.675                                           | 2                                                   | 5,055.020                                           | —                                                   |
| 6                                                   | The Boyz                                            | «Monster (Stormborn)»                               | 3                                                   | 810.185                                             | 3                                                   | 1041.667                                            | 4                                                   | 145.075                                             | 5                                                   | 1,384.333                                           | 4                                                   | 3,381.268                                           | —                                                   |

| Фінальний раунд — Хто стане королем (Епізод 10) | Фінальний раунд — Хто стане королем (Епізод 10) | Фінальний раунд — Хто стане королем (Епізод 10) | Фінальний раунд — Хто стане королем (Епізод 10) | Фінальний раунд — Хто стане королем (Епізод 10) | Фінальний раунд — Хто стане королем (Епізод 10) | Фінальний раунд — Хто стане королем (Епізод 10) | Фінальний раунд — Хто стане королем (Епізод 10) | Фінальний раунд — Хто стане королем (Епізод 10) |
| № з/п                                           | Гурт                                            | Композиція                                      | Музичні чарти (40 %)                            | Музичні чарти (40 %)                            | Глобальне голосування (60 %)                    | Глобальне голосування (60 %)                    | Загальна к-сть балів                            | Загальна к-сть балів                            |
| ----------------------------------------------- | ----------------------------------------------- | ----------------------------------------------- | ----------------------------------------------- | ----------------------------------------------- | ----------------------------------------------- | ----------------------------------------------- | ----------------------------------------------- | ----------------------------------------------- |
| 1                                               | Ateez                                           | «The Real»                                      | 4                                               | 2,029.845                                       | 3                                               | 4,071.198                                       | 3                                               | 6,101.043                                       |
| 2                                               | Stray Kids                                      | «Wolfgang»                                      | 2                                               | 4,509.424                                       | 1                                               | 13,298.363                                      | 1                                               | 17,807.787                                      |
| 3                                               | The Boyz                                        | «Kingdom Come»                                  | 1                                               | 8,345.829                                       | 2                                               | 6,560.112                                       | 2                                               | 14,905.941                                      |
| 4                                               | BtoB                                            | «Finale (Show and Prove)»                       | 3                                               | 2,724.731                                       | 4                                               | 2,669.953                                       | 4                                               | 5,394.684                                       |
| 5                                               | iKon                                            | «At Ease»                                       | 5                                               | 1,716.103                                       | 5                                               | 1,953.708                                       | 5                                               | 3,669.811                                       |
| 6                                               | SF9                                             | «Believer»                                      | 6                                               | 674.068                                         | 6                                               | 1,446.667                                       | 6                                               | 2,120.735                                       |
| Спеціальний виступ                              |                                                 |                                                 |                                                 |                                                 |                                                 |                                                 |                                                 |                                                 |
| King's Voice                                    | King's Voice                                    | «A Boy's Diary»                                 | Н/Д                                             | Н/Д                                             | Н/Д                                             | Н/Д                                             | Н/Д                                             | Н/Д                                             |

| Підсумок балів | Підсумок балів | Підсумок балів                     | Підсумок балів                     | Підсумок балів         | Підсумок балів         | Підсумок балів         | Підсумок балів         | Підсумок балів         | Підсумок балів         | Підсумок балів         | Підсумок балів         | Підсумок балів                 | Підсумок балів                 | Підсумок балів       |
| Рейтинг        | Гурт           | Представлення команд (1,000 балів) | Представлення команд (1,000 балів) | Раунд 1 (20,000 балів) | Раунд 1 (20,000 балів) | Раунд 2 (20,000 балів) | Раунд 2 (20,000 балів) | Раунд 3 (40,000 балів) | Раунд 3 (40,000 балів) | Раунд 3 (40,000 балів) | Раунд 3 (40,000 балів) | Фінальний раунд (50,000 балів) | Фінальний раунд (50,000 балів) | Загальна к-сть балів |
| Рейтинг        | Гурт           | Представлення команд (1,000 балів) | Представлення команд (1,000 балів) | Раунд 1 (20,000 балів) | Раунд 1 (20,000 балів) | Раунд 2 (20,000 балів) | Раунд 2 (20,000 балів) | Тур 1 (15,000)         | Тур 1 (15,000)         | Тур 2 (25,000)         | Тур 2 (25,000)         | Фінальний раунд (50,000 балів) | Фінальний раунд (50,000 балів) | Загальна к-сть балів |
| -------------- | -------------- | ---------------------------------- | ---------------------------------- | ---------------------- | ---------------------- | ---------------------- | ---------------------- | ---------------------- | ---------------------- | ---------------------- | ---------------------- | ------------------------------ | ------------------------------ | -------------------- |
| 1st            | Stray Kids     | 1                                  | 1,000.000                          | 1                      | 4,679.776              | 4                      | 3,386.248              | 1                      | 5,000.000              | 1                      | 6,999.229              | 1                              | 17,807.787                     | 38,873.040           |
| 2nd            | The Boyz       | 2                                  | 0.000                              | 3                      | 3,142.066              | 6                      | 2,534.222              | 4                      | 0.000                  | 4                      | 3,381.268              | 2                              | 14,905.941                     | 23,963.497           |
| 3rd            | Ateez          | 5                                  | 0.000                              | 2                      | 4,418.537              | 1                      | 3,607.063              | 1                      | 5,000.000              | 6                      | 2,171.463              | 3                              | 6,101.043                      | 21,298.106           |
| 4th            | BtoB           | 3                                  | 0.000                              | 4                      | 2,969.431              | 2                      | 3,598.703              | 1                      | 5,000.000              | 5                      | 3,314.303              | 4                              | 5,394.684                      | 20,277.121           |
| 5th            | iKon           | 6                                  | 0.000                              | 5                      | 2,747.719              | 5                      | 3,379.641              | 4                      | 0.000                  | 3                      | 4,078.717              | 5                              | 3,669.811                      | 13,875.888           |
| 6th            | SF9            | 4                                  | 0.000                              | 6                      | 2,042.471              | 3                      | 3,494.122              | 4                      | 0.000                  | 2                      | 5,055.020              | 6                              | 2,120.735                      | 12,712.348           |

## Дискографія

### Королівство ‹Переродження› Частина 1
| Випущено 23 квітня 2021 | Випущено 23 квітня 2021                                                  | Випущено 23 квітня 2021 | Випущено 23 квітня 2021          | Випущено 23 квітня 2021                                      | Випущено 23 квітня 2021 |
| #                       | Назва                                                                    | Автор слів              | Автор музики                     | Аранжування                                                  | Тривалість              |
| ----------------------- | ------------------------------------------------------------------------ | ----------------------- | -------------------------------- | ------------------------------------------------------------ | ----------------------- |
| 1.                      | «The Stealer (The Scene)» (The Boyz)                                     | Kenzie Сону             | Coach & Sendo Theo Lawrence Yuki | Park Soo-seok Seo Ji-eun                                     | 4:27                    |
| 2.                      | «O Sole Mio (The Red Wedding) (кор. 오솔레미오 (The Red Wedding))» (SF9) | CR Kim Young Bae        | CR Kim Young Bae                 | Nmore (Prismfilter) Ohway! (Prismfilter) Glenn (Prismfilter) | 3:31                    |

### Королівство ‹Фінальний раунд— Хто стане королем?›
| Випущено 28 травня 2021 | Випущено 28 травня 2021                                         | Випущено 28 травня 2021                         | Випущено 28 травня 2021                                    | Випущено 28 травня 2021           | Випущено 28 травня 2021 |
| #                       | Назва                                                           | Автор слів                                      | Автор музики                                               | Аранжування                       | Тривалість              |
| ----------------------- | --------------------------------------------------------------- | ----------------------------------------------- | ---------------------------------------------------------- | --------------------------------- | ----------------------- |
| 1.                      | «Finale (Show and Prove) (кор. 피날레 (Show And Prove))» (BtoB) | Мінхьок (Huta) Пиніель                          | Мінхьок (Huta) Aftrshok Joseph K The Muze                  | Aftrshok Joseph K                 | 4:00                    |
| 2.                      | «At Ease (кор. 열중쉬어)» (iKon)                                | Боббі Mino                                      | Mino Future Bounce                                         | Future Bounce                     | 3:30                    |
| 3.                      | «Believer (кор. 숨)» (SF9)                                      | Han Sung-ho Йонбін Джухо Хвійон Чані            | Daniel Kim Willie Weeks                                    | Willie Weeks                      | 3:32                    |
| 4.                      | «Kingdom Come» (The Boyz)                                       | Jo Yoon-kyung                                   | Albi Albertsson Yuka Otsuki Fabian Strandberg Hautboi Rich |                                   | 3:46                    |
| 5.                      | «Wolfgang» (Stray Kids)                                         | 3Racha                                          | 3Racha Versachoi                                           | Бан Чан (3Racha) Versachoi        | 3:11                    |
| 6.                      | «The Real (кор. 멋)» (Ateez)                                    | Eden Ollounder Leez Peperoni Oliv Хонджун Мінґі | Eden Ollounder Leez Peperoni Oliv                          | Eden Ollounder Leez Peperoni Oliv | 3:11                    |

### Рейтинг у чартах
Усі композиції увійшли в альбом KINGDOM <FINAL : WHO IS THE KING?> — EP, вони були опубліковані на цифрових платформах 28 травня 2021 року об 12:00 (KST).
| Назва                                                    | Рік  | Найвища позиція у чартах | Найвища позиція у чартах | Найвища позиція у чартах | Найвища позиція у чартах | Найвища позиція у чартах | Найвища позиція у чартах |
| Назва                                                    | Рік  | KOR                      | KORHot                   | HUN                      | MYS                      | USWorld                  | WWExcl.US                |
| -------------------------------------------------------- | ---- | ------------------------ | ------------------------ | ------------------------ | ------------------------ | ------------------------ | ------------------------ |
| «Finale (Show and Prove)» (피날레 (Show And Prove)) BtoB | 2021 | 134                      | 94                       | —                        | —                        | —                        | —                        |
| «At Ease» (열중쉬어) iKon                                | 2021 | —                        | —                        | —                        | —                        | —                        | —                        |
| «Believer» (숨) SF9                                      | 2021 | —                        | 59                       | —                        | —                        | —                        | —                        |
| «Kingdom Come» The Boyz                                  | 2021 | 37                       | 7                        | —                        | —                        | —                        | —                        |
| «Wolfgang» Stray Kids                                    | 2021 | 138                      | 53                       | —                        | 6                        | 4                        | 109                      |
| «The Real» (멋) Ateez                                    | 2021 | —                        | —                        | 40                       | —                        | 6                        | —                        |
| «—» не потрапили в чарти                                 |      |                          |                          |                          |                          |                          |                          |

## Рейтинги ефірів
Найвищий показник переглядів буде виділено червоним, найнижчий — синім. Деякі зі знайдених показників уже округлені до одного знака після коми, оскільки вони, як правило, мають нижчий рейтинг з точки зору рейтингів дня.
| № Еп. | Дата ефіру      | Корейські рейтинги Nielsen у всій країні |
| ----- | --------------- | ---------------------------------------- |
| 1     | 1 квітня, 2021  | 0.3 %                                    |
| 2     | 8 квітня, 2021  | 0.5%                                     |
| 3     | 15 квітня, 2021 | 0.2%                                     |
| 4     | 22 квітня, 2021 | 0.5%                                     |
| 5     | 29 квітня, 2021 | 0.5%                                     |
| 6     | 6 травня, 2021  | 0.4 %                                    |
| 7     | 13 травня, 2021 | 0.3 %                                    |
| 8     | 20 травня, 2021 | 0.5%                                     |
| 9     | 27 травня, 2021 | 0.4 %                                    |
| 10    | 3 червня, 2021  | 0.5%                                     |

## Суперечки
Виробнича команда Королівства повідомила заздалегідь, що ціна на декорації кожного виступу не повинна перевищувати 5 мільйонів вон (в гривнях це приблизно 116 тис.). Кожна група мала встановити обмеження витрат на свої виступи, для того аби шоу було справедливим для всіх. Проте 29 березня 2021 року з'явилися новина, що знімання першого раунду були перервані посеред запису виступів, через суперечки, щодо перевищення закладеного бюджету. Агенції гуртів, в чиїх виступах не було залучено, занадто екстравагантного реквізиту, поставили під сумнів чи не проявили CJ ENM надмірну прихильність групі. Як потім пояснили самі продюсери, реквізит, що використовувався під час виступу належав агенції гурта, і раніше використовувався на концертах. Але все ж таки представники інших агенцій продовжили висловлювати своє невдоволення ситуацією.
Під час пресконференції, що відбулася 1 квітня, CP Park Chan-wook заявив: «Я прошу вибачення, що перед прем'єрою шоу. Не було перерв через протести під час запису. Не було жодної надмірної прихильності стосовно конкретної команди. У другому раунді ми обговорили з кожною агенцією деталі, яких не вистачало у першому. Усі ми змогли досягти згоди та знайти спосіб продемонструвати творчість кожної команди. Починаючи з третього раунду, з умовами, які узгодили всі шість команд, ми переконаємось, що таких проблем більше не буде».

## Кредити до композицій
Імена учасників гуртів, що виступали та які зробили свій внесок у написання пісень, буде виділено жирним шрифтом. Інформація, наведена нижче, була взята з описів під відповідними відеороликами виступів, завантажених на офіційному YouTube каналі Mnet.
| Раунд                              | Виступ                                              | Оригінальні композиції                 | Виконавці            | Автори слів                                                                                     | Автори музики                                                     | Аранжування                                            | Примітки                                                                                      |
| ---------------------------------- | --------------------------------------------------- | -------------------------------------- | -------------------- | ----------------------------------------------------------------------------------------------- | ----------------------------------------------------------------- | ------------------------------------------------------ | --------------------------------------------------------------------------------------------- |
| Представлення команд               | «WAVE: Overture»                                    | Wave (2019)                            | Ateez                | DEN, LEEZ, BUDDY, Хонджун (Ateez), Мінґі (Ateez)                                                | EDEN, LEEZ, BUDDY                                                 | EDEN, LEEZ                                             |                                                                                               |
| Представлення команд               | «Beautiful Pain (Choir Ver.)»                       | Beautiful Pain (2018)                  | BtoB                 | Хьоншик (BtoB) та 4 інших                                                                       | Хьоншик (BtoB) та ще 1                                            | MosPick                                                |                                                                                               |
| Представлення команд               | «Good Guy (The Glory)»                              | Good Guy (2020)                        | SF9                  | Han Seong-ho, Йонбін (SF9), Хвійон (SF9)                                                        | Daniel Kim, Takey, Al Swettenham                                  | SlyBerry, DJ Kayvon                                    |                                                                                               |
| Представлення команд               | «Miroh»                                             | Miroh (2019)                           | Stray Kids           | Бан Чан, Чанбін, Хан (3Racha)                                                                   | Бан Чан, Чанбін, Хан (3Racha), Brian Atwood                       | Бан Чан, Чанбін, Хан (3Racha), Brian Atwood, VERSACHOI |                                                                                               |
| Представлення команд               | «The Stealer (Epic Ver.)»                           | The Stealer (2020)                     | The Boyz             | KENZIE, Сону (The Boyz)                                                                         | Coach & Sendo, Theo Lawrence, Yuki                                | Tak & 1Take                                            |                                                                                               |
| Представлення команд               | «Rhythm Ta (Kingdom Ver.)»                          | Rhythm Ta (2015)                       | iKON                 | B.I, Боббі (iKon), YG Family                                                                    | P.K (FUTURE BOUNCE), B.I, Чжуне (iKon), TEDDY                     | FUTURE BOUNCE                                          |                                                                                               |
| Раунд 1: До світу                  | «No Air (A Song of Ice and Fire)»                   | No Air (2018)                          | The Boyz             | Ryodo, Сону (The Boyz)                                                                          | Nmore (PRISMFILTER)                                               | Wonderkid, Ryodo                                       |                                                                                               |
| Раунд 1: До світу                  | «Love Scenario & Killing Me (KINGDOM Ver.)»         | Love Scenario (2018) Killing Me (2018) | iKON                 | B.I, Боббі (iKon), Mot Mal                                                                      | B.I, MILLENNIUM, Seung, Joe Rhee, R.Tee                           | FUTURE BOUNCE                                          |                                                                                               |
| Раунд 1: До світу                  | «Missing You (Theatre Ver.)»                        | Missing You (2017)                     | BtoB                 | Хьоншик (BtoB), EDEN, Мінхьок/HUTA, Ільхун, Пиніель (BtoB)                                      | Хьоншик (BtoB), EDEN                                              | MosPick                                                |                                                                                               |
| Раунд 1: До світу                  | «自神 (스스로 '자', 귀신 '신')»                     | Side Effects (2019) God's Menu (2020)  | Stray Kids           | Бан Чан (Stray Kids) та 4 інших                                                                 | Бан Чан (Stray Kids) та ще 1                                      | Бан Чан (Stray Kids) та 3 інших                        |                                                                                               |
| Раунд 1: До світу                  | «Symphony No.9 (From the Wonderland)»               | Wonderland (2019)                      | Ateez                | EDEN та 6 інших                                                                                 | EDEN та 3 інших                                                   | EDEN та 5 інших                                        | Аранжування включає семпл of «Симфонії № 9 З Нового Світу» Дворжака.                          |
| Раунд 1: До світу                  | «Jealous»                                           | Now or Never (2018)                    | SF9                  | Han Seong-ho, Park Ji-yeon, Koo Ji-eun, Alex                                                    | Daniel Kim, Al Swettenham                                         | Park Soo Seok, Seo Ji-eun                              |                                                                                               |
| Раунд 2: Переродження              | «The Stealer (The Scene)»                           | The Stealer (2019) The Boyz            | SF9                  | Kenzie, Сону (The Boyz)                                                                         | Coach & Sendo, Theo Lawrence, Yuki                                | Park Soo Seok, Seo Ji-eun                              |                                                                                               |
| Раунд 2: Переродження              | «O Sole Mio (The Red Wedding)»                      | O Sole Mio (2017) SF9                  | The Boyz             | CR KIM, Young Bae                                                                               | CR KIM, Young Bae                                                 | Nmore, Ohway!, Glenn (PRISMFILTER)                     | Аранжування включає семпли «El Tango de Roxanne» (саундтрек «Мулен Руж»), «Erlkönig» Шуберта. |
| Раунд 2: Переродження              | «INCEPTION (iKon Ver.)»                             | Inception (2020) Ateez                 | iKon                 | EDEN, LEEZ, Ollounder, BUDDY, Хонджун (Ateez), Мінґі (Ateez), Боббі (iKON)                      | EDEN, LEEZ, Ollounder, BUDDY                                      | FUTURE BOUNCE, MINO                                    |                                                                                               |
| Раунд 2: Переродження              | «Rhythm Ta (The Awakening of Summer)»               | Rhythm Ta (2015) iKon                  | Ateez                | B.I, Боббі (iKon), Хонджун (Ateez)                                                              | P.K, B.I, Ju-ne (iKon)                                            | EDEN, LEEZ, Ollounder, BUDDY, Peperoni, Oliy           | Композиція включає семпли «Vivaldi: Four Seasons — Summer (L'Estate). 3»                      |
| Раунд 2: Переродження              | «Back Door»                                         | Back Door (2020) Stray Kids            | BtoB                 | Бан Чан, Чанбін, Хан (3Racha) Мінхьок/HUTA, Пиніель (BtoB)                                      | Бан Чан, Чанбін, Хан (3Racha), HotSauce                           | Seo Jae Woo, Siixk Jun                                 |                                                                                               |
| Раунд 2: Переродження              | «Pray (I'll Be Your Man) (Stray Kids Ver.)»         | Pray (I'll Be Your Man) (2016) BtoB    | Stray Kids           | Хьоншик, Мінхьок/HUTA, Пиніель, Ільхун (BtoB) Бан Чан, Чанбін, Хан (3Racha) Фелікс (Stray Kids) | Хьоншик (BtoB), EDEN, NATHAN                                      | VERSACHOI Бан Чан (3Racha)                             |                                                                                               |
| Раунд 3: Тур 1                     | «Full DaSH»                                         | (Новинка)                              | IT'S ONE Реп команда | Боббі (iKon), Сону (The Boyz), Хвійон (SF9)                                                     | Боббі (iKon), MILLENIUM, NATHAN                                   | MILLENIUM, NATHAN                                      |                                                                                               |
| Раунд 3: Тур 1                     | «Paint (물감놀이)»                                  | (Новинка)                              | MAYFLY Реп команда   | Бан Чан, Чанбін, Хан (3Racha) Мінхьок/HUTA (BtoB) Хонджун (Ateez)                               | Бан Чан, Чанбін, Хан (3Racha) Мінхьок/HUTA (BtoB) Хонджун (Ateez) | Бан Чан (3Racha), VERSACHOI Хонджун (Ateez)            |                                                                                               |
| Раунд 3: Тур 2                     | «Blue Moon (Cinema Ver.)»                           | Blue Moon (2018)                       | BtoB                 | Мінхьок/HUTA, Пиніель, Ільхун (BtoB)                                                            | Мінхьок/HUTA (BtoB), AFTRSHOK, Joseph K                           | AFTRSHOK, GEIST WAY                                    |                                                                                               |
| Фінальний раунд: Хто стане королем | «The Real (멋)»                                     | (Новинка)                              | Ateez                | EDEN, Ollounder, LEEZ, Peperoni, Oliv Хонджун, Мінґі (Ateez)                                    | EDEN, Ollounder, LEEZ, Peperoni, Oliv                             | EDEN, Ollounder, LEEZ, Peperoni, Oliv                  |                                                                                               |
| Фінальний раунд: Хто стане королем | «Wolfgang»                                          | (Новинка)                              | Stray Kids           | Бан Чан, Чанбін, Хан (3Racha)                                                                   | Бан Чан, Чанбін, Хан (3Racha), Versachoi                          | Бан Чан (3Racha), Versachoi                            |                                                                                               |
| Фінальний раунд: Хто стане королем | «Kingdom Come»                                      | (Новинка)                              | The Boyz             | Jo Yoon-kyung                                                                                   | Albi Albertsson, Yuka Otsuki, Fabian Strandberg, Hautboi Rich     | TBA                                                    |                                                                                               |
| Фінальний раунд: Хто стане королем | «Finale (Show and Prove) (피날레 (Show And Prove))» | (Новинка)                              | BtoB                 | Мінхьок/HUTA, Пиніель (BtoB)                                                                    | Мінхьок/HUTA (BtoB), AFTRSHOK, Joseph K, The muze                 | AFTRSHOK, Joseph K                                     |                                                                                               |
| Фінальний раунд: Хто стане королем | «At Ease (열중쉬어)»                                | (Новинка)                              | iKon                 | Боббі (iKon), MINO                                                                              | MINO, Future Bounce                                               | Future Bounce                                          |                                                                                               |
| Фінальний раунд: Хто стане королем | «Believer (숨)»                                     | (Новинка)                              | SF9                  | Han Sung-ho, Йонбін, Джухо, Хвійон, Чані (SF9)                                                  | Daniel Kim, Willie Weeks                                          | Willie Weeks                                           |                                                                                               |

## Нотатки
1. ↑  Далі Королівство.
2. ↑  Юнхо покинув пост ведучого у зв'язку з розслідуванням поліції, щодо його порушення правил соціального дистанціювання. Він з'являвся у шоу до третього епізоду.
3. ↑  Участь у шоу взяли BtoB 4U, решта учасників на момент проведення проходили обов'язкову військову службу.
4. ↑  Чансоб був відсутній у другому раунді через погане самопочуття.
5. 1 2  Ровун не брав участі у 100-секундному виступі та був відсутній у першому та третьому раундах через травму.
6. ↑  Йонхун не брав участі у третьому раунді через свою операцію.
7. ↑  Хьонджин з'явився тільки у 100-секундному виступі, після чого взяв перерву через обвинувачення у булінгу.
8. ↑  Мінґі не брав участі у шоу через його перерву, яка почалася у листопаді 2020, але він записував фінальну композицію гурту «The Real».
9. ↑  За мотивами їх пісні «Wave».
10. ↑  За мотивами їх пісні «Good Guy».
11. ↑  За мотивами «Гра престолів».
12. ↑  В тому числі семпл «Hip Hop Gentlemen» від YG Family (1TYM, Jinusean, Masta Wu & G-Dragon).
13. ↑  Кевін брав участь у виступі, але не виконував хореографію через травму.
14. ↑  自神 (스스로 '자', 귀신 '신') оригінальна назва виступу, за мотивами їх пісень «God's Menu» та «Side Effects».
15. ↑  За мотивами фільмів «Пірати Карибського моря», «Симфонія № 9 (Дворжак)», та їх власної пісні «Wonderland».
16. ↑  За мотивами їх пісні «Now or Never».
17. ↑  Джейкоб брав участь у виступі, але не виконував хореографію через травму.
18. ↑  За мотивами однойменного фільму.
19. ↑  За мотивами іспанського драматичного серіалу «Паперовий будинок»
20. ↑  Оригінальна назва кор. «물감놀이», ром. «Mulgamnori» — укр. «гра на воді», «гра кольорами»
21. ↑  Оригінальна назва «王과 妃», кор. «왕과 비» — укр. «король і королева» корейською мовою.
22. ↑  Оригінальний виконавець EXO.
23. ↑  Оригінальна виконавиця Тейон (Girls' Generation).
24. ↑  Оригінальна виконавиця IU.
25. ↑  Ремейк «Pretty Savage» гурту Blackpink.
26. ↑  Оригінальна назва корейською «신뚜두뚜두» на основі власної композиції «God's Menu» та «Ddu-Du Ddu-Du» гурту Blackpink; виступ натхнений фільмом «Дедпул» та містить відсилання на фільм Людина-мураха
27. ↑  Виступ натхнений фільмами «Ла-Ла Ленд» та «Одного разу у Голлівуді»
28. ↑  Включений семпл «Ода до радості» Людвіга ван Бетховена, виконаний La Poem.
29. ↑  Оригінальний виконавець Темін (SHINee).
30. ↑  Оригінальний виконавець гурт EXO.
31. ↑  Йонхун знаходився за лаштунками, як частина аудиторії.
32. ↑  Йонхун та Чу Ханьон були присутні на виступі, але не виконували хореографію через проблеми зі здоров'ям.
33. ↑  До складу увійшли Інкван (BtoB), Донхьок (iKON), Інсон (SF9), Хьондже (The Boyz), Синмін (Stray Kids) та Чонхо (Ateez)
34. ↑  Стилізується як «숨
35. ↑  3Racha стилізується як 3RACHA - мається на увазі, що всі учасники (Бан Чан, Чанбін, Хан) продюсерської команди брали участь.
36. ↑  Композиція «At Ease» не потрапила до Gaon Digital Chart, але дебютувала і досягла максимуму під номером 14 на Gaon Download Chart.
37. ↑  Композиція «Believer» не потрапила до Gaon Digital Chart, але дебютувала і досягла максимуму під номером 37 на Gaon Download Chart.
38. ↑  Композиція «The Real» не потрапила до Gaon Digital Chart, але дебютувала і досягла максимуму під номером 17 на Gaon Download Chart.